# U 432 (Kriegsmarine)
De U 432 was een U-boot van het veel voorkomende type VIIC van de Duitse Kriegsmarine tijdens de Tweede Wereldoorlog. De commandant was kapitein-luitenant-ter-zee Hermann Eckhardt. 

## Ondergang
De U 432 ging ten onder in de Noord-Atlantische Oceaan, door dieptebommen en beschieting van het Vrije-Franse korvet FFL Aconit, op 11 maart 1943, in positie 51° 35′ 0″ NB, 28° 20′ 0″ WL. Commandant Hermann Eckhardt en 26 van zijn manschappen sneuvelden. Twintig andere matrozen sprongen in zee en werden opgevist door het Franse korvet.

## Commandanten
- 26 Apr, 1941 - 15 Jan, 1943:   Kptlt. Heinz-Otto Schultze (Ridderkruis)
- 16 Jan, 1943 - 11 Maart, 1943:   Kptlt. Hermann Eckhardt (+)